# Microregiunea Záhony
Microregiunea Záhony (în maghiară Záhonyi kistérség) a fost o microregiune statistică (kistérség) din județul Szabolcs-Szatmár-Bereg, Ungaria.
Cu o populație de 18.734 locuitori și o suprafață de 145,92 km2, aceasta a existat până în 2014, când în Ungaria, microregiunile ”kistérségek” au fost înlocuite de districte (járások).